# Meny
Meny er en norskejet supermarkedskæde, hvis butikker ejes og drives af selvstændige købmænd. Kæden er en del af NorgesGruppen.
Den første Meny-butik åbnede i 1992 i Norge, og i dag er der 184 Meny-butikker fordelt rundt omkring i Norge.
I Danmark erstattede Meny de 190 SuperBest og Eurospar-butikker i foråret 2015, og den første Meny-buik åbnede i april dette år. I dag er der 113 Meny-butikker i Danmark, og omkring 5.000 ansatte.